# The World is Looking in Their Eyes
«The World is Looking in Their Eyes» —en español: «El mundo está mirando en estos ojos»— es una canción interpretada por la banda alemana de heavy metal Axxis  y fue escrita por el guitarrista Walter Pietsch.  Este tema se numeró en el álbum Axxis II y fue publicado por EMI Music en 1990.

## Descripción
Esta canción se lanzó como el primer sencillo de Axxis II, aunque de carácter promocional en 1990.  Al igual que el álbum, este sencillo fue publicado por EMI Music. Los productores de este material discográfico fueron Bernhard Weiss, Walter Pietsch y Rolf Hanekamp. En este sencillo se enlistaron tres temas más —«Touch the Rainbow», «Hold You» y «Ships are Sailing»—, los cuales serían lanzados más tarde como sencillos.

## Listado de canciones
Todos los temas fueron compuestos por Walter Pietsch.

| N.º   | Título                               | Duración |  |
| 1.    | «The World is Looking in Their Eyes» | 4:07     |  |
| 2.    | «Ships are Sailing»                  | 3:52     |  |
| 3.    | «Touch the Rainbow»                  | 3:32     |  |
| 4.    | «Hold You»                           | 4:06     |  |
| 15:37 |                                      |          |  |

## Créditos

### Músicos
- Bernhard Weiss — voz principal.
- Harry Oellers — teclados.
- Walter Pietsch — guitarra acústica y guitarra eléctrica.
- Werner Kleinhans — bajo.
- Richard Michalski — batería.

### Personal de producción
- Bernhard Weiss — productor.
- Walter Pietsch — productor.
- Rolf Hanekamp — productor, ingeniero de audio y mezcla.